# Marktbrunnen (Mainz)

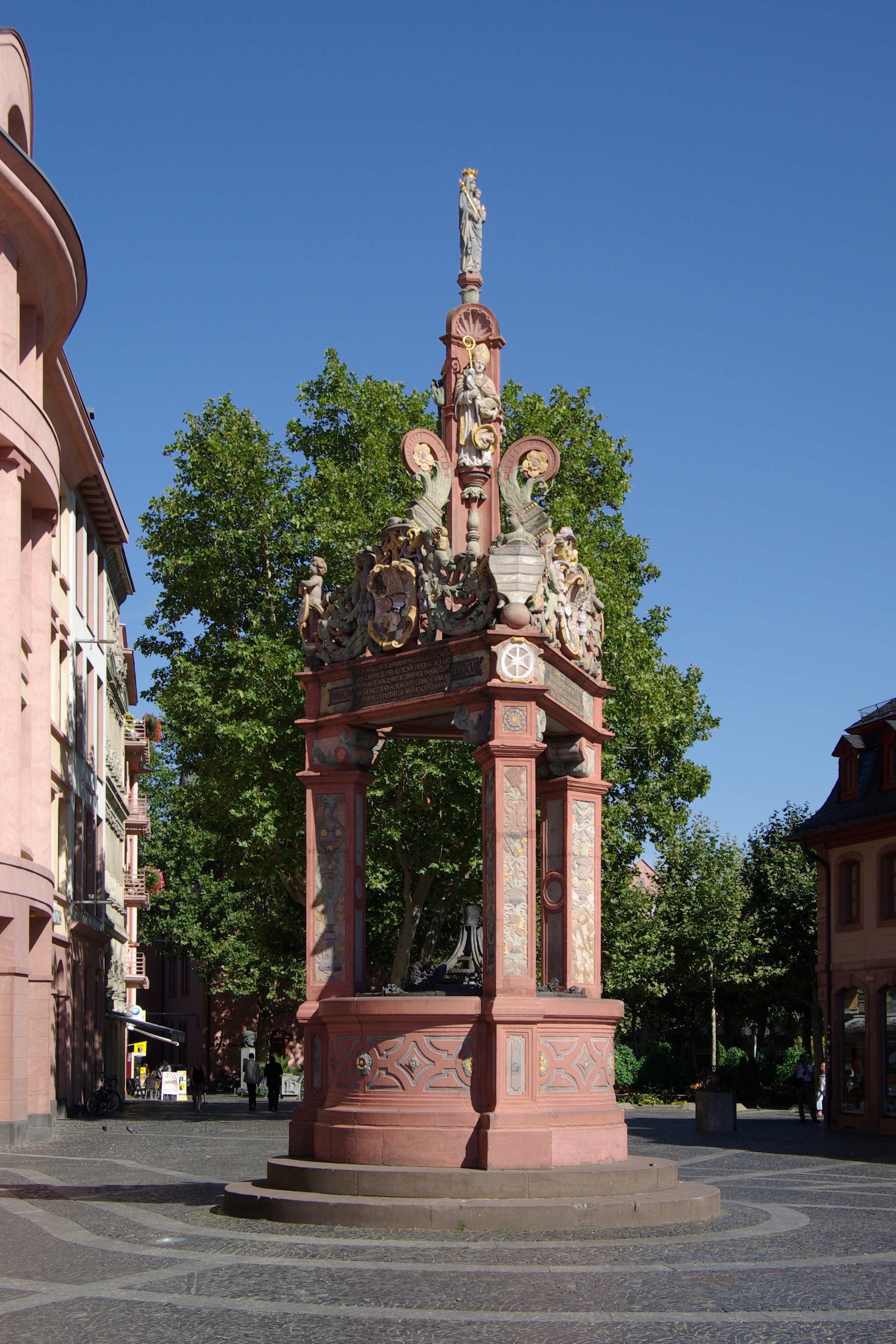
Marktbrunnen in Mainz

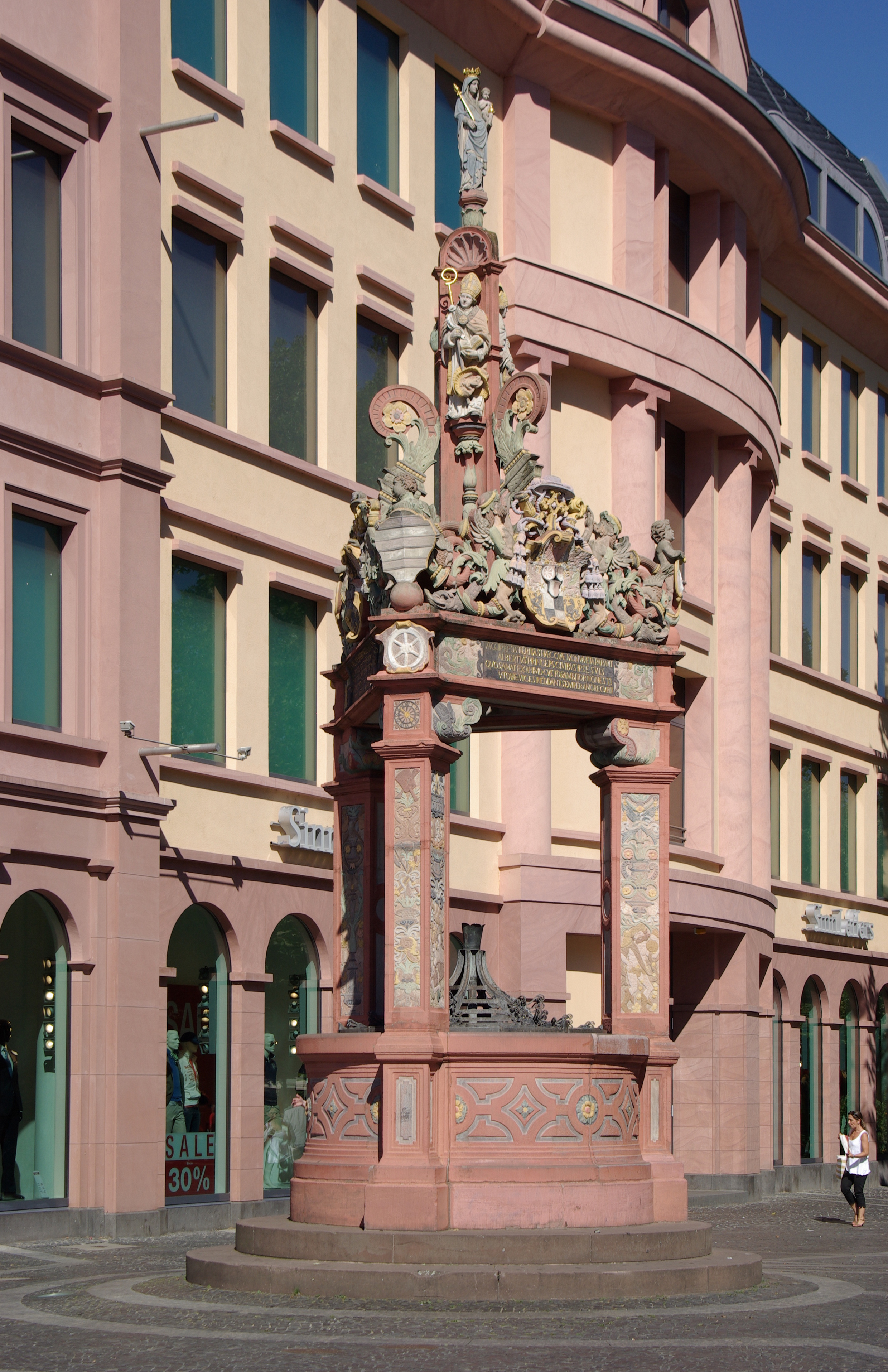
Marktbrunnen in Mainz

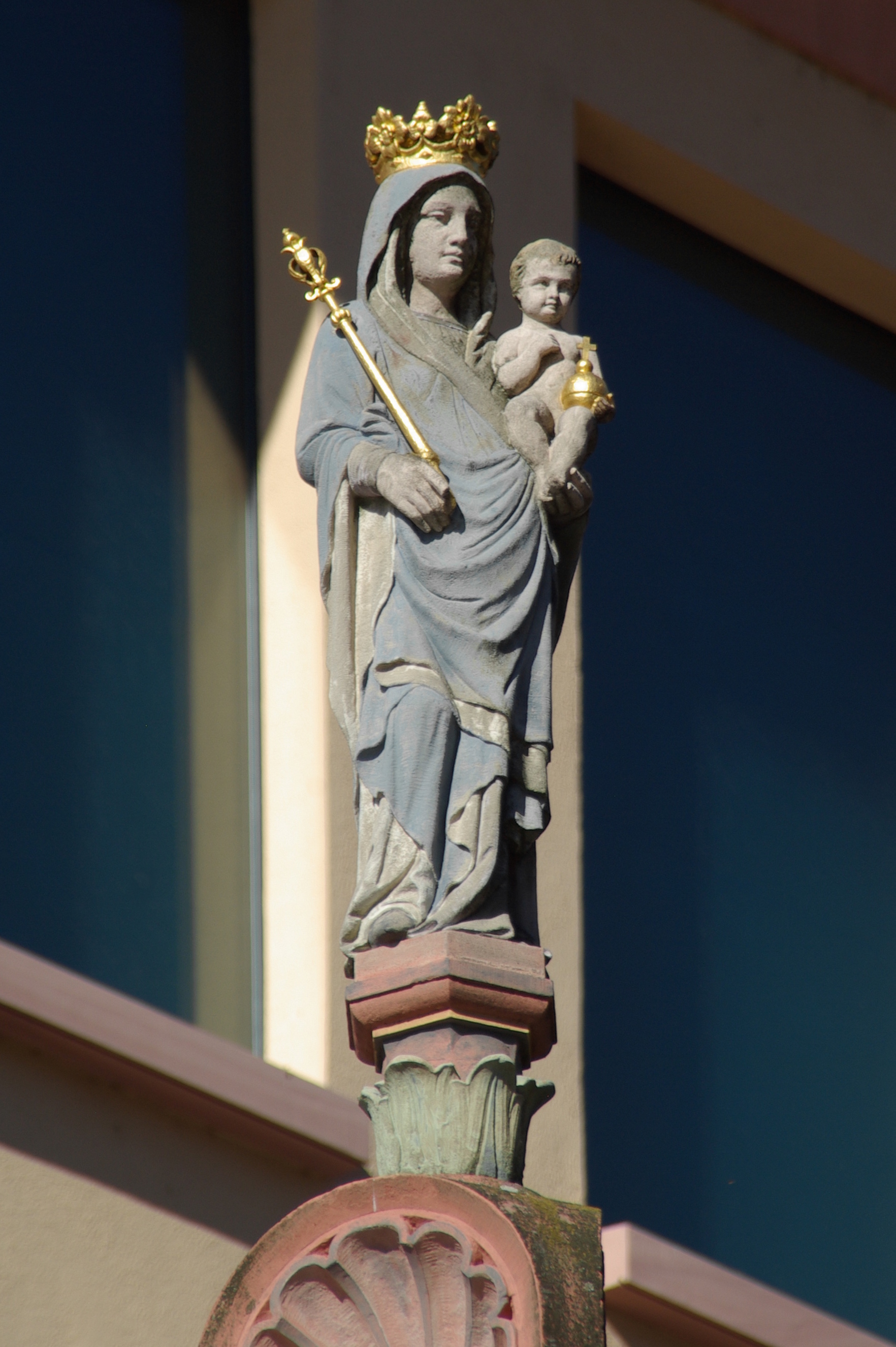
Abgeschlossen wird der Marktbrunnen mit Maria und dem Jesuskind auf dem Arm

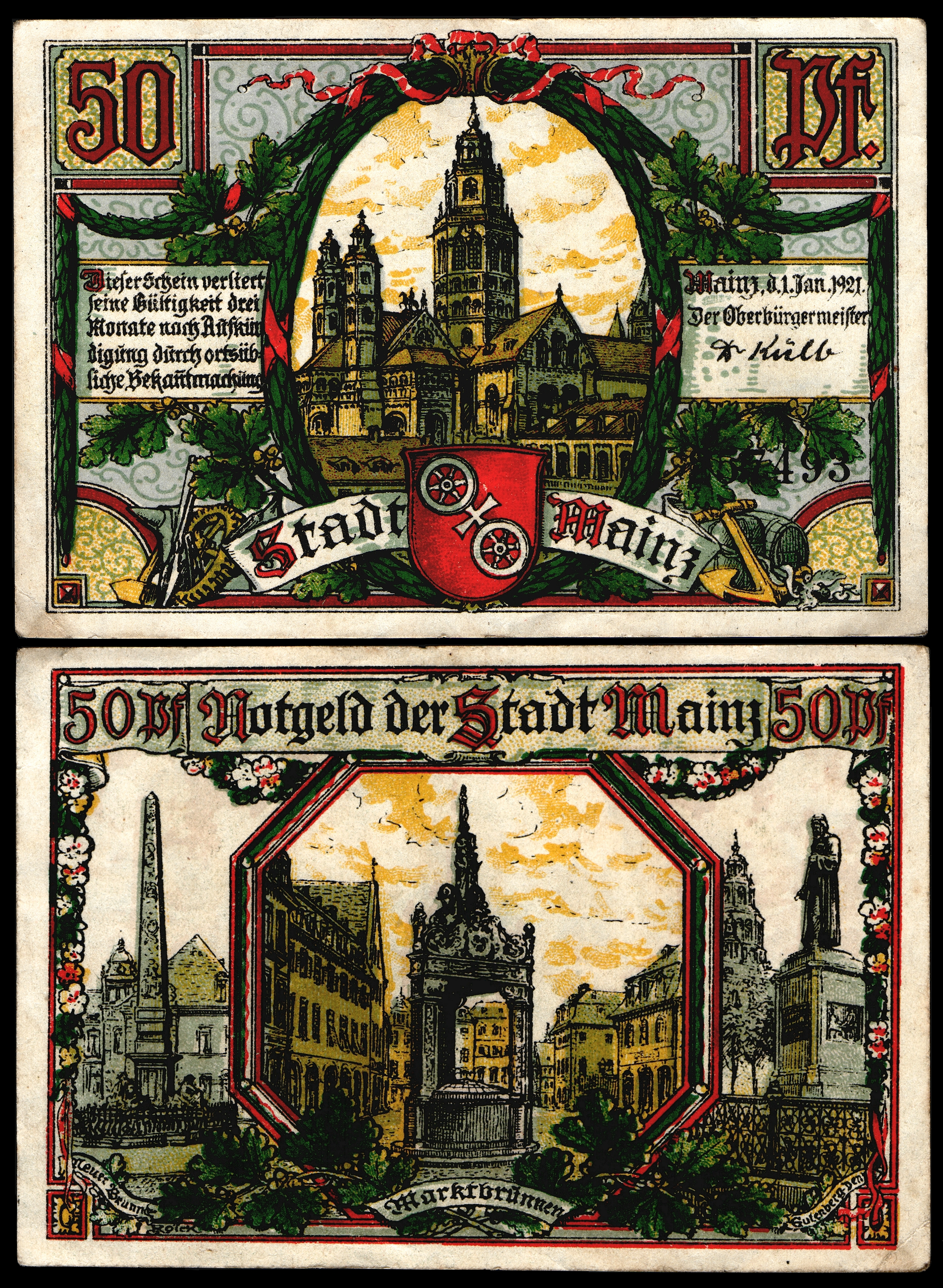
Darstellung auf einem Notgeldschein von 1921

Der Marktbrunnen in Mainz ist ein Renaissance-Brunnen auf dem Markt. Er wurde 1526 von dem Kurfürsten Albrecht von Brandenburg gestiftet und wahrscheinlich in der Werkstatt des Mainzer Bildhauers Peter Schro geschaffen. Der Marktbrunnen ist einer der ersten architektonisch ausgeformten Zierbrunnen der Renaissance und gilt als der bedeutendste seiner Art.

## Geschichte
Anlass der Stiftung des Brunnens für die Mainzer Bevölkerung waren zwei Ereignisse: Zum einen feierte der Stifter, der Mainzer Kurfürst und Kardinal Albrecht von Brandenburg, das glückliche Ende des Deutschen Bauernkrieges in seiner Residenzstadt. Dort war es im April 1525 zu Unruhen und zu einer Verabschiedung von 31 Artikel der aufständischen Bevölkerung gekommen, denen die städtische Administration und das Domkapitel in Abwesenheit des Kurfürsten zustimmen musste. Nach der militärischen Niederschlagung des Bauernaufstandes unterwarfen sich die Mainzer jedoch zum 1. Juli 1525 ohne weitere Aktionen wieder ihrem Landesherren. Mit der Inschrift am repräsentativen Marktbrunnen ehrte Albrecht aber auch Kaiser Karl V. und seinen Sieg bei Pavia über Franz den I., dessen Gefangennahme ebenfalls erwähnt wird.
Der Brunnen, den Albrecht ausdrücklich der Mainzer Bevölkerung stiftete, war zuerst als Ziehbrunnen konzipiert und wurde zu einer wichtigen Frischwasserquelle in der Innenstadt. 1767 baute man ihn zu einem Pumpbrunnen um. 1889 wurde der Marktbrunnen erstmals an die Nordostseite des Platzes versetzt und später mit einer Madonnenfigur als oberen Abschluss ergänzt. Während des Zweiten Weltkrieges war der Marktbrunnen eingemauert und überstand die Bombardierungen von Mainz ohne größere Schäden. Im Rahmen der Neugestaltung der Domumgebung und der Einrichtung einer großen zusammenhängenden Fußgängerzone verbrachte man ihn 1975 schließlich wieder an seinen ursprünglichen Standort, in der Nähe der Domhäuser.

## Architektur
Bei dem Marktbrunnen handelt es sich um einen Dreistützenbrunnen aus rotem Sandstein. Der runde Brunnentrog, zu dem zwei flache Stufen hinaufführen, wird durch die drei Postamente der flach reliefierten Pfeiler gegliedert. Diese tragen ein dreieckig geformtes umlaufendes Gebälk an der sich auch die Stifterinschrift befindet. Über dem Gebälk befindet sich eine figürlich reich verzierte und durchbrochene Bekrönung aus hellem Sandstein. Den Abschluss des Brunnens bildet ein Pfeilerbaldachin. Auf diesem saß ursprünglich die so genannte „Marktfahne“ mit dem Wappen des Landesherrn, der als Schutz- und Gerichtsherr des Marktes fungierte. Heute befindet sich dort eine nachträglich aufgesetzte Madonnenfigur. Diese wurde 1890 von dem Mainzer Bildhauer Valentin Barth geschaffen und nach der ersten Versetzung des Marktbrunnens aufgesetzt. Bei dieser Gelegenheit erfolgte auch eine umfassende Restaurierung der oberen Teile des Brunnens, die größtenteils durch Kopien aus gelbem Sandstein ersetzt wurden. Auch die Pfeilerinnenseiten und der Trog wurden überarbeitet. In einer Inschrift am Beckenrand findet sich die Signatur des Restaurators: VAL. BARTH, SCULPTOR / MOGUNTINUS, / NOVAVIT ET PERFECIT / MDCCCXC.
Vermutlich wurde der Brunnen von dem Bildhauer Peter Schro, einem Schüler des 1519 verstorbenen Hans Backoffens, geschaffen. Dieser schuf zwischen 1520 und seinem Tod 1544 zahlreiche Renaissance-Bildwerke in Mainz und im Rhein-Main-Gebiet, darunter sehr viele Grabdenkmäler. Auch Kardinal Albrecht von Brandenburg hatte ihn schon zuvor als Künstler beschäftigt. In seinem Auftrag fertigte er in der Stiftskirche von Halle zwei Weihetafeln und einen umfangreichen Figurenzyklus. Das erst nach dem Tod des Erzbischofs errichtete Grabdenkmal im Mainzer Dom fertigte Peter Schros Sohn Dietrich Schro.

## Bildprogramm
Das Bildprogramm des reich verzierten Marktbrunnens spiegelt die Glorifizierung des Stadtherrn und den Sieg der gottgegebenen Ordnung gegen sich Auflehnende wider. So ist beispielsweise die Abbildung eines betrunkenen Bauern mit rotem Hahn mit den Worten O BEDENK DAS END überschrieben. Allegorische Symbole wie der Totenkopf oder das Stundenglas mahnen ebenfalls den Betrachter. Dazu kommen eine Vielzahl weiterer Symbole wie beispielsweise Gerechtigkeitssymbole, die für die Politik des Landesherrens standen, florale Ornamente und Arabesken.
An der oberen Bekrönung des Brunnens halten Fabelwesen die Wappen des Stifters: zwei persönliche Wappen des Albrecht von Brandenburg mit hohenzollerschen und brandenburgischen Emblemen sowie Wappen mit den Emblemen seiner drei (Erz)Bistümer Halberstadt, Magdeburg und Mainz. Ebenfalls dargestellt ist der Kardinalshut, den Albrecht 1518 empfangen hatte. Weitere Wappen finden sich in den drei Ecken des Brunnens. In jeder Ecke steht ein Putto auf einer Kugel und präsentiert einen großen Wappenschild. Der westliche der drei trägt eine kleine Rüstung und präsentiert den Schild des Domkapitels im Stil der Renaissance. Die anderen beiden Wappenhalter sind im 18. Jahrhundert erneuert worden und zeigen in einem barocken als Kartuschenschild das Mainzer Rad nach Süden einen Drachen, das Wappentier des Kurfürsten Emmerich Joseph von Breidbach-Bürresheim. Unter ihm wurde der Marktbrunnen renoviert, nachdem am 25. Mai 1767 der Blitz in den Mainzer Dom eingeschlagen war und der Brand auch Schäden in der direkten Umgebung verursachte.
In den Nischen der Pfeiler stehen die beiden Stadtheiligen Martin von Tours und Bonifatius sowie St. Ulrich als Quellenpatron.

## Stifterinschrift
Die Stifterinschrift befindet sich im Querbalken des dreieckigen Gebälks. Sie ist, trotz Widmung des Brunnens für das lateinunkundige Volk, in lateinischer Sprache verfasst. Übersetzt lautet diese:

„Empfange die Nachwelt, was Albert, der Fürst seinen Bürgern gab, die er als eifriger Beschützer des Ehrwürdigen herzlich liebt und immer lieben wird, damit sie Liebe mit Liebe vergelten mögen. Zu den Zeiten als Kaiser Karl V., allzeit Mehrer des Reiches, den König der Franzosen bei Pavia geschlagen, ihn selbst gefangen hat und die unglückliche Bauernverschwörung in Deutschland vernichtet gewesen, hat der Kardinal Albert, Erzbischof von Mainz, diesen durch Alter verfallenen Brunnen zum Gebrauch seiner Bürger und der Nachkommenschaft wiederherstellen lassen. Im Jahr 1526.“